# ArmA: Armed Assault
ArmA: Armed Assault（アルマ: アームド アサルトまたはアーマ: アームド アサルト、略称：ArmA）は、チェコのソフトハウスであるBohemia Interactive Studio (BIS) 社が開発し、2006年11月10日に発売が開始されたWindows用の軍事FPSである。

## 概要
Bohemia Interactive Studio (BIS) 社が開発し、戦場のリアリズムを再現したシミュレーションや大規模な戦闘、拡張性の高さなどが好評を博したOperation Flashpoint: Cold War Crisis (OFP: CWC、現ArmA: Cold War Assault) の実質的な後継作品と考えられているゲームである。本作は2005年4月に開発が開始され、エンジンはOFP: CWCのXbox版であるOperation Flashpoint: Elite (OFP: Elite) の物を改良して作られている。タイトルのARMAは、ラテン語で武器などを意味する「arma（アルマ）」から由来している。
長い間パブリッシャーが決まらなかったが、チェコ・スロバキアで2006年11月10日、ロシアでは2006年11月28日、ドイツ・スイス・オーストリアでは2006年11月30日、ポーランドでは2006年12月15日に発売が開始された。長らく未定だった日本を含む世界規模でのパブリッシャーはイギリスの505 Gamesに決定し、イギリスでは2007年2月16日に発売された。また、日本では2007年4月20日に505 Games版に日本語マニュアルが付属した「アームド アサルト 日本語マニュアル付英語版」がZOOから発売された。北米地域においては2007年5月1日にAtariによってArmA: Combat Operationsというタイトルで発売された（キャンペーンのカットシーンが静止画ベースのものに変更された他、シングルミッションが1つ追加されている。US版あるいは北米版とも呼ばれる）。
その後、海外では2007年9月28日に拡張パック、ArmA: Queen's Gambitの発売が開始され、日本においては2007年11月9日に「アームドアサルト ～クイーンズガンビット～ 拡張パック 日本語マニュアル付英語版」としてZOOから発売された。ドイツでは拡張パックの発売と同時に本体と拡張パックがセットになったArmed Assault - Gold Editionの発売も開始され、イギリスでも2007年11月16日に505 GamesからArmA: Armed Assault Gold Editionとして発売、北米でも2008年2月26日にAtariからArmA: Goldとして発売された。また、海外ではダウンロード版の販売も行われている。
今作においてもエンジンを元に軍事用に開発されたVBS2 (Virtual Battlespace 2) が存在する。
2009年5月29日にOFP: CWCの実質的な続編に当たるARMA 2が発売された。

## ストーリー
ArmAの舞台は大西洋にある架空の島、サーラニ (Sahrani) である。サーラニ島は南北に分断されており、北部には共産主義の独裁国家であるサーラニ民主共和国 （Democratic Republic of Sahrani / DRS）が、南部には民主的な君主制国家の南サーラニ王国（Kingdom of South-Sahrani / KSS）が存在し、それぞれ統治を行っている。

### Armed Assault
物語はアメリカ軍が親米路線をとっている南サーラニ王国の軍隊に対する数ヶ月間の軍事教練を終え、島からの引き上げが始まっている状況で始まる。サーラニ民主共和国の独裁者は島が弱体化したこの瞬間を見計らい、南部へ攻撃を開始し、いまだ島へ滞在していた少数のアメリカ軍部隊は戦争に巻き込まれる事となる。
ArmA本編ではOFP: CWCと違い主人公などは存在せず、プレイヤーはこの状況下での無名の1兵士として戦闘に関わっていくこととなる。
ストーリーはカットシーンでの戦場リポーターや、無名の兵士たちの会話で綴られる事となる。

### Rahmadi conflict (ArmA: Queen's Gambit)
ArmA本編終了直後から続く、ArmA: Queen's Gambitでの追加シナリオ。
サーラニ首都を奪還したアメリカ軍とRACS軍は、山岳地帯に逃れたSLAの捜索を開始するが、
得られたのはSLAが近隣諸島の1つである小島、ラーマニ島（Rahmani island）に集結・再編成している、それも何者かの指揮により高度に組織化された形で、という事実だけであった。アメリカ軍は彼らの追撃を開始することとなる・・・。
このキャンペーンではArmA本編と違いストーリー上の主人公が存在し、彼の1人称で物語は展開していく事となる。

### Royal Flush (ArmA: Queen's Gambit)
ArmA本編の2年後を舞台にした、ArmA: Queen's Gambitでの主となる追加シナリオ。
サーラニ（Sahrani）はアメリカ軍と南サーラニ王国の協力により統一され、平和と繁栄が訪れた。
しかし、再統合から一年後、共産政権からの解放者として称えられた国王ジョセフ3世（Joseph III）は、彼の息子、Orlando皇太子とともに、ヘリコプター事故でこの世を去った。
遺されたジョセフ3世の娘のイザベラ皇女（Princess Isabella）が王位を継いだことがきっかけで、王の死後高まっていた、貧困にあえぐ北の不満が爆発し、武力を伴う大規模な暴動へと発展する事となった。
その暴動の鎮圧のために、プレイヤーであるKurt Lambowskiを含む傭兵グループが女王の命の下、サーラニに降り立つ・・・。
OFP: CWCと同様、主人公や仲間キャラクター、主要登場人物を置いてのストーリー性を重視したミッションである。
メインキャラクターや装備の状態がミッションを跨いで引き継がれるため多少なりともマネジメント要素もあり、OFP: Resistanceの発展系のような雰囲気となっている。

## システム
基本システムはOFP: CWCのそれをほぼそのまま受け継いだ非常に現実的な物となっている。また、更にリアリティを高めるために幾つもの要素の追加が行われている。

### ゲームモード
ArmAのゲームモードにはシングルプレイ用の「Play」モード、マルチプレイ用の「Multiplayer」モード、ミッション製作用の「Editor」モードがある。「Play」を押すと、OFP: CWCにおけるCampaign Gameに相当する「Campaign」、OFP: CWCにおけるSingle Missionに相当する「Missions」、入門のための個人指導を受けられる「Tutorial」、ユニットや装備を眺めたり、ミニミッションで試す事のできる「The Armory」が表示される。
CampaignのArmed Assaultキャンペーンには20+本のミッション、Missionsには10本のミッションとThe Library、Tutorialには6本のトレーニングミッションが収録されている。
マルチプレイはJIP (Join in Progress) に対応した事で、かねてより要望の強かったプレイ中のゲームへの途中参加が可能になっているほか、VOIP（Voice-Over-IP）に対応するなどユーザーの要望に合わせた改良が行われている。また、参加可能人数なども増加しており、ArmAにて進化が目立って見受けられる部分の1つになっている。バージョン1.14パッチでは、CTI（Conquer the Island）の概念に基づいて製作されたWarfareというマルチプレイミッションとその関連コンテンツが追加された。
エディタはOFP: CWCとほぼ同じであるが、新たに複数のスクリプティングコマンドが追加されるなど大幅に機能強化されており、ミッションなどの製作に幅を広げている。ArmAでは1陣営当たりの最大グループ数の制限は144グループ（OFP: CWCでは63グループ）となり、また、1グループ当たりの最大ユニット数の制限（OFP: CWCでは12人）は無くなった。「Armed Assault - Editing Guide - Deluxe Edition」というドイツ語エディティング解説書の英語翻訳版が公開されており、エディティングに関する事が300ページ以上に渡って詳しく記述されている。

### 操作
基本はOFP: CWCと同じだが、ArmAでは上体を横に傾けるLeanや、伏せた状態から寝転がるなどの行動も取ることが可能となった。更に、照準については"息を止め、照準のブレを抑える"などといった要素が追加されたほか、射撃では跳弾が発生するなどの効果も追加されている。
また、乗り物類の操縦についてはリアリティが増したが、同時に操作の難易度も上がっており、特に航空機については丁寧な操作が要求される。
ユーザインタフェースも改良されており、車両などに対する様々なアクションや装備変更なども簡単に行えるようになっている。
新たにTeam Switchという新機能も追加された。これはミッションをプレイしている最中に、別のユニットへ操作を切り替える事ができる機能である。操作する事が可能なユニットは、ミッション製作時にControlを「Playable」に設定したユニット、同じく製作時に「addSwitchableUnit」コマンドで設定したユニット、或いはゲーム中にトリガーやスクリプトファイルで「addSwitchableUnit」コマンドを使って設定したユニットなどに限られる。
水泳機能も追加されており、人ユニットが立った姿勢で水中に肩まで浸かる深さまで移動すると自動的に立ち泳ぎをし、前進キーを押すと平泳ぎをする。しかし、ある程度の時間泳いでいると持っていた装備品を水中に落としてしまう。また、泳いでいる時はダメージを受けないが、泳いでいない時はOFP: CWC同様に頭部まで水中に浸かっているとダメージを受ける。

### グラフィック
DirectX 9.0c（Shader Model 2.0）に最適化され、HDR照明効果など、その機能を生かした中々のものになっているが、いかんせん発売時期が少し遅かったために同時期の他タイトルに比べると見劣りがするものとなってしまっている。だが、照準器を覗いたときの表現など、細かいリアリティが追求されたものとなっている。
また、広範囲の描画や草の表現などにより、今作でも描画が重くなることが多い。

### サウンド
サウンドはOFP: CWCのそれと印象はほぼ同じである。だが、弾丸が飛来した時の飛翔音、各種の環境音など前作での音響効果のように雰囲気・リアリティを高める表現に力が入れられている。

### AI
AIは当時賞賛されたOFP: CWCのものをさらに強化し、柔軟にしたものになっている。結果、主に戦術面などで強化されプレイヤーをしばしば苦しめる強力なものとなった。しかしながら、"コンピュータ的"な射撃精度・とっさの反応など課題はまだ多い。
また、各種乗り物・建物の利用も非常に上手くなったが、市街戦や屋内戦にはまだ改善の余地が多い。

### 乗り物
ArmAにもOFP: CWCと同じく戦車などの車両や、攻撃ヘリコプターなどの航空機、モーターボートなどの乗り物が登場、その種類はパッチと拡張パックで追加された物を入れて、およそ80以上（バリエーションを含む）で、全ての操縦が可能（パラシュートを除く。パラシュートは操縦を可能にするアドオンが存在する）。かねてよりユーザーからの要望の強かった複数ガンナー機能が導入されている。また、車両の各タイヤやヘリコプターの各ローターのみが壊れるといった要素も追加されており、仮に飛行中にテールローターが破壊された場合は機体が回転してしまう。ただし、戦車など一部の乗り物では内部視点が存在せず、照準視点もしくは第三者視点のみとなっている。

### その他
衝突検知など、OFP: CWCから大幅に改善をみた要素も多いのだが、ArmAでも初期のバージョンでは作り込みが足りない部分があり、それが残念な要素となってしまった。
だが、全体的にみれば多くの強化・改良が加えられており、OFP: CWCの後継作品として十分なものとなっている。また、作り込みが足りない部分についてもパッチによる修正が行われ改善されている。

## 装備品一覧
ArmAバージョン1.14までに登場する武器 や乗り物
といった装備品の一覧である。

### 個人装備
|                        | US Forces (BLUFOR)                                                                              | Sahrani Liberation Army - SLA - (OPFOR)                           | Royal Army Corps Sahrani - RACS - (Independent)                 |
| 主武装                 |                                                                                                 |                                                                   |                                                                 |
| アサルトライフル       | M4 M4 Aimpoint M4 M203 M4A1 M4A1 M203 RCO M4A1 QDS CompM2 M16A4 M16A4 RCO M16A4 GL M16A4 RCO GL | AK-74 AK-74 + GP-25 AKS-74U AKS-74UN                              | M16A2 M16A2 + M203 G36 G36 K G36 C                              |
| 狙撃銃                 | Mk12 SPR M24 M107                                                                               | AKS-74 PSO SVD Dragunov KSVK                                      | M24                                                             |
| 機関銃                 | M249 SAW M240                                                                                   | PKM                                                               | M240                                                            |
| サブマシンガン         | MP5A5 MP5SD6                                                                                    |                                                                   | MP5A5 MP5SD6                                                    |
| 副武装                 |                                                                                                 |                                                                   |                                                                 |
| 携帯式発射器（対戦車） | M136 Launcher Javelin Launcher                                                                  | RPG-7V Launcher                                                   | M136 Launcher                                                   |
| 携帯式発射器（対空）   | FIM-92F Stinger Launcher                                                                        | 9K32 Strela Launcher                                              | FIM-92F Stinger Launcher                                        |
| 着装武器               |                                                                                                 |                                                                   |                                                                 |
| 拳銃                   | M9 M9 Silenced                                                                                  | Makarov PM Makarov Silenced                                       | M9 M9 Silenced                                                  |
| その他                 |                                                                                                 |                                                                   |                                                                 |
| 爆発物                 | M67 Frag Grenade Mine *(M15) Satchel Charges Time Bomb                                          | RGO Frag Grenade *(RGD-5) Mine *(TM-46) Satchel Charges Time Bomb | RGO Frag Grenade *(RGD-5) Mine *(M15) Satchel Charges Time Bomb |
| 非爆発物               | Smoke Grenade Smoke Grenade (Red) Smoke Grenade (Green)                                         | Smoke Grenade Smoke Grenade (Red) Smoke Grenade (Green)           | Smoke Grenade Smoke Grenade (Red) Smoke Grenade (Green)         |
| 追加装備               | Binoculars NV Goggles Laser Marker                                                              | Binoculars NV Goggles Laser Marker                                | Binoculars NV Goggles Laser Marker                              |

- 上記個人装備の名称はゲーム中での名称である。銃器などの弾薬については省略する。
- 爆発物の項、アスタリスク後ろの括弧内に、実在の名称を付記した（分かり難いため）。

### 乗り物
|                        | US Forces (BLUFOR)                                                                            | Sahrani Liberation Army - SLA - (OPFOR)                                                  | Royal Army Corps Sahrani - RACS - (Independent) |
| 軍用車両               |                                                                                               |                                                                                          |                                                 |
| 装甲戦闘車両           | M1A1 M113 Stryker ICV (M2) Stryker ICV (MK19) Stryker ATGM M163 Vulcan                        | T-72 BMP-2 BRDM-2 BRDM-2 ATGM Shilka                                                     | T-72 (RACS) M113 (RACS) M163 Vulcan (RACS)      |
| 非装甲車両             | HMMWV HMMWV (M2) HMMWV (Mk19) HMMWV (TOW) 5t Truck 5t Truck Open 5t Truck (Machine Gun) M1030 | UAZ UAZ (Machine Gun) UAZ (AGS-30) Ural Ural Open TT650G                                 | Army 4x4 Army 4x4 (Open) Army 4x4 (M2)          |
| 支援車両               | Mobile HQ (US) M113 Ambulance Ammo Truck Refuel Truck Repair Truck Salvage Truck Supply Truck | Mobile HQ (SLA) BMP-2 Ambulance Ural Ammo Ural Fuel Ural Repair Salvage Ural Supply Ural |                                                 |
| 軍用機                 |                                                                                               |                                                                                          |                                                 |
| 回転翼機               | AH-1Z AH-6 MH-6 UH-60 UH-60 (FFAR)                                                            | Ka-50 Mi-17 Mi-17 (57mm Rockets)                                                         | AH-6 (RACS) MH-6 (RACS)                         |
| 固定翼機               | AV-8B AV-8B (GBU) A-10 Camel                                                                  | Su-34 Su-34B Camel E                                                                     |                                                 |
| 舟艇                   |                                                                                               |                                                                                          |                                                 |
| モーターボート         | RHIB RHIB (2 Turrets)                                                                         |                                                                                          |                                                 |
| ゴムボート             | CRRC                                                                                          | PBX                                                                                      | CRRC (RACS)                                     |
| 固定兵器               |                                                                                               |                                                                                          |                                                 |
| 榴弾砲                 | M119                                                                                          | D-30                                                                                     |                                                 |
| 重機関銃               | M2 Machine Gun M2HD Minitripod                                                                | DShKM DShKM Minitripod                                                                   | M2 (RACS)                                       |
| 自動擲弾発射器         | MK19 Minitripod                                                                               | AGS-30                                                                                   |                                                 |
| 対戦車ミサイル発射装置 | AT Tripod (US)                                                                                | AT Tripod (SLA)                                                                          |                                                 |
| 地対空ミサイル発射装置 | AA Pod (US)                                                                                   | AA Pod (SLA)                                                                             |                                                 |
| 固定機銃               | MG Nest (US)                                                                                  | MG Nest (SLA)                                                                            | MG Nest (RACS)                                  |
| サーチライト           | Searchlight                                                                                   |                                                                                          |                                                 |

- 上記乗り物の名称はゲーム中での名称である。Civilian陣営の車両については省略する。

## 拡張パック
「ArmA: Queen's Gambit」 (QG) 拡張パックを導入すると、PortoとUnited Sahraniという二つの島、幾つかのユニット（傭兵など）や武器・乗り物、Rahmadi ConflictとRoyal Flushという二つのキャンペーンミッション、幾つかのマルチプレイミッションなどが追加される。これらはパッチには含まれない。以下は追加される武器と乗り物である。
| 擲弾発射器 | ヘリコプター                   | 旅客機 | テクニカル | リムジン      |
| ---------- | ------------------------------ | ------ | --- | ------------- |
| 6G30       | UH-60 (RACS) UH-60 (FFAR) RACS | DC3    | Datsun DShKM - 1 Datsun DShKM - 2 Datsun PK - 1 Datsun PK - 2 Hilux DShKM - 1 Hilux DShKM - 2 Hilux PK - 1 Hilux PK - 2 | HMMWV (Civil) |

## AddonとMOD
基本的な事はArmAもOFP: CWCと同じであるので、解説についてはOFP: CWCの項目のAddonとModの節を参照。ArmAでも置き換え (Replacement) も含め、ユーザーが制作した多数の武器・乗り物・ユニットなどのAddonが公開されている。また、エフェクトやサウンドを置き換えるAddonや、各種機能等を追加・拡張・置き換えするAddonが豊富である。
AddonやMODはBohemia Interactive Forumsの中の「ArmA - ADDONS & MODS: COMPLETE」 というフォーラムでリリースされる事が多い。また、リアリズムを更に高めるAddonなどについては「Add On Compilation for more Realism and Immersion (revised)」 というトピックに纏められている。
ArmAで特に注目されているMODとしてCold War Rearmed (CWR) がある。Cold War Rearmed (CWR) は、Operation Flashpoint: Cold War CrisisのコンテンツとキャンペーンをArmAで再現するMODで、BISとコミュニティのファン達による共同プロジェクトである。2007年12月下旬にDEMO版とDEMO用のAddonがリリース、その後、2009年5月18日にベータ版がリリースされた。
最近の特に人気のあるMODは2008年12月24日にリリースされた、A.C.E - Advanced Combat Environment Modであり、現在もバージョンアップを重ねている。
Addonの製作に関しては、BISからはOxygen 2 Personal Edition (Oxygen 2 PE / O2PE) やVisitor 3 Personal Edition (Visitor 3 PE) などが含まれるエディティングツールスイート「BI's Editing Tools」、Oxygen 2 PE向けのサンプルモデル「BI Sample Models」、Visitor 3 PE向けのサンプルマップ「BI Sample Map」 などが公開されている。

## 続編・関連作

### 民間
ARMA 2 - BISではOFP: CWCの完全な続編という位置付けでGame 2と呼ばれるプロジェクトも進めていたが、こちらはARMA 2として2007年のGC (Games Convention) で発表された。ドイツ語圏（ドイツ・スイス・オーストリア）では先行して2009年5月29日にドイツ語版が発売、イギリスなどヨーロッパでは2009年6月19日に英語版が発売された。家庭用ゲーム機（Xbox 360とPlayStation 3と見られていた）版の発売も予定されていたがPC版のみの発売となった。

### 軍用
VBS2 (Virtual Battlespace 2)  - 軍事用のシミュレータとして、ArmAのエンジンをベースに訓練目的に合致するように各部を大幅に改善したもの。アメリカ軍・オーストラリア国防軍などで兵士の教育に用いられている。